# City Circle
Il City Circle è una linea ferroviaria per larga parte sotterranea situata nel distretto affaristico centrale di Sydney, Australia, il che la rende il cuore pulsante del trasporto su rotaia della città.
La linea è posseduta da RailCorp, un'agenzia governativa dello Stato del Nuovo Galles del Sud, mentre l'operatore di trasporto è Sydney Trains.
| Head station |

| Unknown route-map component "tSTRa" |

| Unknown route-map component "tBHF" |

| Unknown route-map component "tBHF" |

| Unknown route-map component "tSTRe" |

| Station on track |

| Unknown route-map component "tSTRa" |

| Unknown route-map component "tBHF" |

| Unknown route-map component "tKBHFe" |

Nonostante il suo nome, il City Circle ha forma di ferro di cavallo, quindi non un anello pieno. Le stazioni che lo costituiscono sono Central, Town Hall, Wynyard, Circular Quay, St James e Museum.
L'idea originaria per la rete ferroviaria cittadina risale al 1915, inoltrata al governo dall'ingegnere John Bradfield al suo ritorno dagli studi oltremare; i lavori iniziarono già l'anno seguente.
Le prime stazioni ad aprire furono Museum e St. James, nel 1926; la rete venne sviluppata per fasi negli anni successivi, giungendo nel 1956 alla conformazione attuale. Le stazioni di Central e Cicular Quay sono all'aperto, tutte le altre sono sotterranee.